# Carex borbonica
Carex borbonica är en halvgräsart som beskrevs av Jean-Baptiste de Lamarck. Carex borbonica ingår i släktet starrar, och familjen halvgräs. Inga underarter finns listade i Catalogue of Life.